# قيصر الجميل
قيصر الجميل (1898- 1958) هو رسام وفنان تشكيلي لبناني، من مواليد قرية عين التفاحة، وأحد رواد الفن التشكيلي في لبنان، احب الرسم منذ نعومة اظافره، وحاول في بداياته مواصلة المشروع العائلي فالتحق بقسم الصيدلة في الجامعة الأميركية في بيروت. أثناء فترة الدراسة تعلم الرسم على يد الفنان خليل صليبي في بداية القرن العشرين، ثم قرر بعد ذلك السفر الى باريس عام 1927 للدراسة في أكاديمية جوليان للفنون والتي مضى فيها 3 سنوات، وأثناء دراسته أعجب بأعمال الفنان الفرنسي أوغست رينوار (1841 ـ 1919)، في عام 1930 حاز على الجائزة الأولى في معرض الكولونيالي في فرنسا، ثم عاد الى بيروت ليكرس نفسه للعمل الفني، وبعد تأسيس الأكاديمية اللبنانية للفنون الجميلة عام 1937 عمل فيها معلماً للفن التشكيلي حتى وفاته في عام 1958.